# Maximiliano Kondratiuk
Maximiliano Kondratiuk (Berisso, provincia de Buenos Aires, Argentina; 27 de diciembre de 1984 -Ibidem, 7 de diciembre de 2020) fue un futbolista y ocasionalmente escritor argentino.

## Trayectoria
Luego de hacer las Inferiores en el Club de Gimnasia y Esgrima La Plata, debutó en Primera de la mano de Timoteo Griguol en el 2003.
Además de la casaca del Lobo, vistió las camisetas de San Martín de San Juan, Atlanta y Villa San Carlos, además de tener un breve paso por Italia.
Escribió y publicó un libro Honrar la vida, en cuya presentación estuvo Juan Sebastián Verón junto a otros jugadores de Estudiantes.
En el 2015 se jugó en el estadio de Gimnasia un partido a beneficio de Maxi. Allí, dijeron presente figuras como los mellizos Guillermo Barros Schelotto y Gustavo Barros Schelotto, Pedro Troglio, Enzo Francescoli y Oscar Ruggeri. Además, históricos jugadores del Lobo como Guillermo Sanguinetti, Gonzalo Vargas, Fabián Rinaudo, Fernando Monetti, Chirola Romero, Jorge San Esteban y Franco Mussis, entre otros.
En el 2017 Alejandro Finocchiaro lo distinguió al deportista por ser un ejemplo de superación  para la juventud.

### Enfermedad y fallecimiento
En el 2011 le diagnosticaron la Enfermedad de Wilson, al conocer que padecía esta enfermedad de origen genético que se basa en la imposibilidad de anular el cobre del cuerpo de forma natural, el defensor se vio obligado a terminar su carrera. El cobre se suele depositar en el hígado, el cerebro, los riñones y los ojos y genera que los órganos afectados dejen de funcionar con normalidad. Tras varias molestias hepáticas, Maximiliano se atendió en el Hospital San Juan de Dios de La Plata, donde tras una serie de estudios le diagnosticaron el síndrome, enfermedad que lo dejó sin voz y en una silla de ruedas.
En poco tiempo debió enfrentar la muerte de su madre, el abandono de su padre, haber vivido en otro país, enterarse de su enfermedad, cometer dos intentos de suicidio, junto a una depresión.
Tras nueve años sufriendo esta enfermedad, falleció a los 35 años en la madrugada del lunes 7 de diciembre de 2020. El viernes 4 de diciembre se lo internó en una clínica de Ensenada con un grave cuadro de salud y estaba en terapia intensiva. Una úlcera gástrica complicó su cuadro clínico y finalmente murió.

## Clubes
| Club                        | País      | Año         |
| --------------------------- | --------- | ----------- |
| Gimnasia y Esgrima La Plata | Argentina | 2003 - 2005 |
| San Martín de San Juan      | Argentina | 2005 - 2007 |
| Atlanta                     | Argentina | 2008 - 2009 |
| Villa San Carlos            | Argentina | 2009 - 2010 |